# Шеракарар
Шеракарар (Шоркарор, Шеркарер) (д/н — бл. 80) — цар (коре) Куша в 70—80 роках.

## Життєпис
Молодший син царя Натакамані і Аманітора. Також висувається версія, що Шеракарар був одружений з донькою останніх. Згадується в написах разом з натакамані при фундації храму Амону в Амарі, а також его ім'я виявлено в кімнаті В501 у храмі Амона в Напаті.
Після смерті батька близько 70 року панував разом з матір'ю Аманітора. Після її смерті панував нетривалий час, приблизно до 5 років. Йому належить тріумфальний напис, знайдений у Джебель-Кейлі біля торгового маршруту до Кассали. Це крайній східний напис Кушу, знайдений натепер.
Поховано в піраміді № 10 у Мерое. Влада перейшла до Аманітаракіде.